# Formule E seizoen 2020-2021
Het Formule E seizoen 2020-2021 was het zevende seizoen van het elektrische autosportkampioenschap Formule E, dat vanaf dit seizoen officieel werd gezien als een FIA Wereldkampioenschap. Hiermee werd dit het vijfde kampioenschap dat zich een wereldkampioenschap mag noemen naast de Formule 1, het FIA World Endurance Championship, het wereldkampioenschap rally en het wereldkampioenschap rallycross.
Als gevolg van de coronapandemie en het uitlopen van het vorige seizoen, werd dit seizoen later begonnen dan de vorige edities. De eerste race vond dit seizoen plaats op 26 februari 2021, waar in voorgaande seizoenen in november of december werd begonnen.
Oorspronkelijk zou het kampioenschap de geüpgradede versie van de Spark SRT05E, genaamd de Spark Gen2EVO, uit het voorgaande seizoen gebruiken, maar dit werd uitgesteld vanwege de coronapandemie.
Nyck de Vries werd de eerste Formule E-wereldkampioen in de laatste race van het seizoen in Berlijn. Zijn team Mercedes werd kampioen bij de teams.

## Reglementswijzigingen

### Technische reglementswijzigingen
- Fabrikanten mogen eenmaal in de twee seizoenen 2020-2021 en 2021-2022 hun aandrijflijn vernieuwen als onderdeel van een verlengde homologatieperiode. De teams kregen de optie om voor het seizoen 2020-2021 een nieuwe aandrijflijn te introduceren die twee seizoenen wordt gebruikt, of om door te gaan met hun in 2019-2020 gebruikte systemen voordat zij in het seizoen 2021-2022 voor een enkel seizoen een nieuwe aandrijflijn gebruiken.

## Teams en coureurs
| Team                             | Fabrikant            | No. | Coureur                | Ronden |
| -------------------------------- | -------------------- | --- | ---------------------- | ------ |
| Envision Virgin Racing           | Spark-Audi           | 4   | Robin Frijns           | Alle   |
| Envision Virgin Racing           | Spark-Audi           | 37  | Nick Cassidy           | Alle   |
| Mercedes-EQ Formula E Team       | Spark-Mercedes       | 5   | Stoffel Vandoorne      | Alle   |
| Mercedes-EQ Formula E Team       | Spark-Mercedes       | 17  | Nyck de Vries          | Alle   |
| Dragon / Penske Autosport        | Spark-Penske         | 6   | Nico Müller            | 1-7    |
| Dragon / Penske Autosport        | Spark-Penske         | 6   | Joel Eriksson          | 8-15   |
| Dragon / Penske Autosport        | Spark-Penske         | 7   | Sérgio Sette Câmara    | Alle   |
| NIO 333 FE Team                  | Spark-NIO            | 8   | Oliver Turvey          | Alle   |
| NIO 333 FE Team                  | Spark-NIO            | 88  | Tom Blomqvist          | Alle   |
| Jaguar Racing                    | Spark-Jaguar         | 10  | Sam Bird               | Alle   |
| Jaguar Racing                    | Spark-Jaguar         | 20  | Mitch Evans            | Alle   |
| Audi Sport ABT Schaeffler        | Spark-Audi           | 11  | Lucas di Grassi        | Alle   |
| Audi Sport ABT Schaeffler        | Spark-Audi           | 33  | René Rast              | Alle   |
| DS Techeetah                     | Spark-DS Automobiles | 13  | António Félix da Costa | Alle   |
| DS Techeetah                     | Spark-DS Automobiles | 25  | Jean-Éric Vergne       | Alle   |
| Nissan e.dams                    | Spark-Nissan         | 22  | Oliver Rowland         | Alle   |
| Nissan e.dams                    | Spark-Nissan         | 23  | Sébastien Buemi        | Alle   |
| BMW i Andretti Motorsport        | Spark-BMW            | 27  | Jake Dennis            | Alle   |
| BMW i Andretti Motorsport        | Spark-BMW            | 28  | Maximilian Günther     | Alle   |
| Mahindra Racing                  | Spark-Mahindra       | 29  | Alexander Sims         | Alle   |
| Mahindra Racing                  | Spark-Mahindra       | 94  | Alex Lynn              | Alle   |
| TAG Heuer Porsche Formula E Team | Spark-Porsche        | 36  | André Lotterer         | Alle   |
| TAG Heuer Porsche Formula E Team | Spark-Porsche        | 99  | Pascal Wehrlein        | Alle   |
| ROKiT Venturi Racing             | Spark-Mercedes       | 48  | Edoardo Mortara        | Alle   |
| ROKiT Venturi Racing             | Spark-Mercedes       | 71  | Norman Nato            | Alle   |

### Wijzigingen bij de coureurs
- Sam Bird verliet Envision Virgin Racing en stapt over naar het team Jaguar Racing als vervanger van James Calado.
- Nick Cassidy maakte zijn Formule E-debuut als vervanger van Sam Bird bij Envision Virgin Racing.
- Felipe Massa verliet ROKiT Venturi Racing na twee seizoenen. Hij werd vervangen door debutant Norman Nato.
- René Rast werd vaste coureur bij Audi Sport ABT Schaeffler, na in het vorige seizoen de laatste zes races voor dit team gereden te hebben als vervanger van Daniel Abt.
- Pascal Wehrlein verliet halverwege het vorige seizoen Mahindra Racing en maakte dit jaar de overstap naar het TAG Heuer Porsche Formula E Team als vervanger van Neel Jani.
- Jérôme d'Ambrosio verliet Mahindra Racing en stopte als autocoureur om aan de slag te gaan als plaatsvervangend teambaas bij ROKiT Venturi Racing.
- Alex Lynn en Alexander Sims stappen in bij Mahindra Racing. Lynn reed in het vorige seizoen al de laatste zes races voor het team als vervanger van Pascal Wehrlein, terwijl Sims de overstap maakte vanuit BMW i Andretti Motorsport.
- Jake Dennis maakte zijn Formule E-debuut als vervanger van Alexander Sims bij BMW i Andretti Motorsport.
- Sérgio Sette Câmara werd vaste coureur bij Dragon / Penske Autosport, na in het vorige seizoen de laatste zes races voor dit team te hebben gereden als vervanger van Brendon Hartley.
- Tom Blomqvist verving Ma Qing Hua bij het NIO 333 FE Team.

Tijdens het seizoen
- In de ePrix van Puebla werd Nico Müller bij Dragon / Penske Autosport vervangen door Joel Eriksson omdat hij in dat weekend in de DTM uitkwam. Vanaf de daaropvolgende ePrix in New York werd Eriksson de vaste vervanger van Müller, die zich volledig op de DTM ging concentreren.

## Kalender en uitslagen
Op 19 juni 2020 werd een voorlopige kalender voor het seizoen 2020-2021 aangekondigd met dertien races. Op 21 oktober werden de races in Mexico-Stad en Sanya, die respectievelijk op 13 februari en 13 maart zouden worden gehouden, uitgesteld, terwijl voor de seizoensopener in Santiago op 16 januari een tweede race werd toegevoegd. Op 28 januari werd een nieuwe kalender uitgebracht met enkel de eerste acht races van het seizoen. Hierop is de ePrix van Marrakesh teruggekeerd, nadat deze oorspronkelijk niet door zou gaan, en is de ePrix van Valencia toegevoegd als de eerste Formule E-race op een permanent circuit. Op 27 maart werden de ePrix' van Rome en Valencia uitgebreid met een tweede race. Op 22 april werden de ePrix' van Marrakesh en Santiago afgelast en werden de laatste vier races van het seizoen aangekondigd.
Wijzigingen in de kalender
- De ePrix van Rome keerde terug op de kalender nadat deze in 2020 waren afgelast vanwege de coronapandemie. De ePrix' van Sanya en Parijs zouden ook terugkeren, maar werden opnieuw afgelast.
- De ePrix van Ad Diriyah werd verplaatst van november naar februari en is de eerste nachtrace in de Formule E.
- De ePrix van Monte Carlo keerde terug op de kalender, aangezien deze elke twee jaar wordt gehouden.
- De ePrix van Santiago zou de seizoensopener worden en zou over twee races gehouden worden. De ePrix werd later verplaatst naar juni en werd later afgelast.
- De ePrix van Valencia, gehouden op het Circuit Ricardo Tormo Valencia, was nieuw op de kalender. Het was de eerste race op een permanent circuit in de geschiedenis van het kampioenschap.
- De ePrix van Seoel, die oorspronkelijk in 2020 voor het eerst zou worden gehouden, was nieuw op de kalender maar werd uiteindelijk afgelast.
- De ePrix van Berlijn werd over twee races gehouden, nadat deze in 2020 over zes races werd gehouden.
- De ePrix van Londen keerde terug op de kalender na vijf jaar afwezigheid en werd gehouden op het ExCeL London Circuit. De race zou oorspronkelijk in 2020 terugkeren, maar deze werd afgelast.
- De ePrix in Mexico werd verplaatst van Mexico-Stad naar Puebla.

| Ronde | Naam                  | Circuit                          | Datum            | Pole position          | Snelste ronde     | Winnende coureur       | Winnend team               | Verslag |
| ----- | --------------------- | -------------------------------- | ---------------- | ---------------------- | ----------------- | ---------------------- | -------------------------- | ------- |
| 1     | ePrix van Ad Diriyah  | Riyadh Street Circuit            | 26 februari 2021 | Nyck de Vries          | Stoffel Vandoorne | Nyck de Vries          | Mercedes-EQ Formula E Team | Verslag |
| 2     | ePrix van Ad Diriyah  | Riyadh Street Circuit            | 27 februari 2021 | Robin Frijns           | Nyck de Vries     | Sam Bird               | Jaguar Racing              | Verslag |
| 3     | ePrix van Rome        | Circuito cittadino dell'EUR      | 10 april 2021    | Stoffel Vandoorne      | Mitch Evans       | Jean-Éric Vergne       | DS Techeetah               | Verslag |
| 4     | ePrix van Rome        | Circuito cittadino dell'EUR      | 11 april 2021    | Nick Cassidy           | Nyck de Vries     | Stoffel Vandoorne      | Mercedes-EQ Formula E Team | Verslag |
| 5     | ePrix van Valencia    | Circuit Ricardo Tormo Valencia   | 24 april 2021    | António Félix da Costa | Robin Frijns      | Nyck de Vries          | Mercedes-EQ Formula E Team | Verslag |
| 6     | ePrix van Valencia    | Circuit Ricardo Tormo Valencia   | 25 april 2021    | Jake Dennis            | Alex Lynn         | Jake Dennis            | BMW i Andretti Motorsport  | Verslag |
| 7     | ePrix van Monte Carlo | Circuit de Monaco                | 8 mei 2021       | António Félix da Costa | Stoffel Vandoorne | António Félix da Costa | DS Techeetah               | Verslag |
| 8     | ePrix van Puebla      | Autódromo Miguel E. Abed         | 19 juni 2021     | Pascal Wehrlein        | Oliver Rowland    | Lucas di Grassi        | Audi Sport ABT Schaeffler  | Verslag |
| 9     | ePrix van Puebla      | Autódromo Miguel E. Abed         | 20 juni 2021     | Oliver Rowland         | René Rast         | Edoardo Mortara        | ROKiT Venturi Racing       | Verslag |
| 10    | ePrix van New York    | Brooklyn Street Circuit          | 10 juli 2021     | Nick Cassidy           | Norman Nato       | Maximilian Günther     | BMW i Andretti Motorsport  | Verslag |
| 11    | ePrix van New York    | Brooklyn Street Circuit          | 11 juli 2021     | Sam Bird               | Mitch Evans       | Sam Bird               | Jaguar Racing              | Verslag |
| 12    | ePrix van Londen      | ExCeL London Circuit             | 24 juli 2021     | Alex Lynn              | Mitch Evans       | Jake Dennis            | BMW i Andretti Motorsport  | Verslag |
| 13    | ePrix van Londen      | ExCeL London Circuit             | 25 juli 2021     | Stoffel Vandoorne      | Robin Frijns      | Alex Lynn              | Mahindra Racing            | Verslag |
| 14    | ePrix van Berlijn     | Tempelhof Airport Street Circuit | 14 augustus 2021 | Jean-Éric Vergne       | René Rast         | Lucas di Grassi        | Audi Sport ABT Schaeffler  | Verslag |
| 15    | ePrix van Berlijn     | Tempelhof Airport Street Circuit | 15 augustus 2021 | Stoffel Vandoorne      | Lucas di Grassi   | Norman Nato            | ROKiT Venturi Racing       | Verslag |

Afgelaste races naar aanleiding van de coronapandemie
| Naam                  | Circuit                                           | Datum            |
| --------------------- | ------------------------------------------------- | ---------------- |
| ePrix van Santiago    | Parque O'Higgins Circuit                          | 16 januari 2021  |
| ePrix van Mexico-Stad | Autódromo Hermanos Rodríguez                      | 13 februari 2021 |
| ePrix van Sanya       | Haitang Bay Circuit                               | 13 maart 2021    |
| ePrix van Parijs      | Circuit des Invalides                             | 24 april 2021    |
| ePrix van Marrakesh   | Circuit International Automobile Moulay El Hassan | 22 mei 2021      |
| ePrix van Seoel       | Seoul Street Circuit                              | 23 mei 2021      |

## Kampioenschap
Punten worden toegekend aan de top 10 geklasseerde auto's.
| Positie | 1e | 2e | 3e | 4e | 5e | 6e | 7e | 8e | 9e | 10e | K | Pole | SR |
| Punten  | 25 | 18 | 15 | 12 | 10 | 8  | 6  | 4  | 2  | 1   | 1 | 3    | 1  |

- Coureurs vertrekkend van pole-position zijn vetgedrukt.
- Coureurs met de snelste raceronde in cursief.
- Coureurs die een punt kregen voor de snelste tijd in hun kwalificatiegroep worden aangeduid met een ster.

† Coureur is niet gefinisht, maar wel geklasseerd omdat hij meer dan 90% van de raceafstand heeft afgelegd.

### Coureurs
| Pos | Coureur                | ADR | ADR | ROM | ROM  | VAL  | VAL | MON | PUE  | PUE | NYC | NYC | LON | LON | BER | BER | Punten |
| --- | ---------------------- | --- | --- | --- | ---- | ---- | --- | --- | ---- | --- | --- | --- | --- | --- | --- | --- | ------ |
| 1   | Nyck de Vries          | 1*  | 9   | DNF | DNF  | 1    | 16  | DNF | 9    | DNF | 13  | 18  | 2   | 2   | 22  | 8   | 99     |
| 2   | Edoardo Mortara        | 2   | DNS | DNF | 4    | DNF  | 9   | 12  | 3    | 1   | 14  | 17  | 9   | 11  | 2   | DNF | 92     |
| 3   | Jake Dennis            | 12  | DNF | DNF | 13   | 8    | 1*  | 16  | 5    | 5*  | DNF | 16  | 1   | 9   | 5   | DNF | 91     |
| 4   | Mitch Evans            | 3   | DNF | 3   | 6    | DNF  | 15  | 3   | 8    | 9   | DNF | 13  | 14  | 3   | 3   | DNF | 90     |
| 5   | Robin Frijns           | 17  | 2*  | 4   | 18   | 6    | 19  | 2*  | 16   | 11  | 5   | 8   | 13  | 4   | 15  | 12  | 89     |
| 6   | Sam Bird               | DNF | 1   | 2   | DNF  | DSQ  | 14  | 7   | DNF  | 12  | 9   | 1*  | DNF | DNF | DNF | 7   | 87     |
| 7   | Lucas di Grassi        | 9   | 8   | DNF | DNF  | 7    | 10  | 10  | 1    | 18  | 3   | 14  | 6   | DSQ | 1   | 20  | 87     |
| 8   | António Félix da Costa | 11  | 3   | DNF | 7    | DSQ  | 22  | 1   | 6    | DNF | 12  | 3   | 8   | DNF | 7   | DNF | 86     |
| 9   | Stoffel Vandoorne      | 8   | 13  | DNF | 1    | 3    | DNF | DNF | 7    | 13  | DNF | 12  | 7   | 15  | 12  | 3*  | 82     |
| 10  | Jean-Éric Vergne       | 15  | 12  | 1   | 11   | 9    | 7   | 4   | DNF  | 8   | 2   | DNF | 12  | 12  | 6*  | 11  | 80     |
| 11  | Pascal Wehrlein        | 5   | 10  | 7   | 3    | DNF  | 18  | DNF | DSQ* | 4   | DNF | 4   | 10  | 5   | 21  | 6   | 79     |
| 12  | Alex Lynn              | DNF | DNF | 8   | 17   | DSQ* | 3   | 9   | 10   | 6   | 11  | 9   | 3   | 1*  | 20  | 13  | 78     |
| 13  | René Rast              | 4   | 17  | 6   | DNF  | 5    | 6   | DNF | 2    | 10  | 10  | 20  | 5   | DNF | 9   | 9   | 78     |
| 14  | Oliver Rowland         | 6   | 7   | 12* | 16   | DSQ  | 4   | 6   | DSQ  | 3   | 7   | 19  | DSQ | 18  | 13  | 2   | 77     |
| 15  | Nick Cassidy           | 19  | 14  | 15  | DNF  | 4    | 13  | 8   | DNF  | 2   | 4   | 2   | 11  | 7   | 14  | 17  | 76     |
| 16  | Maximilian Günther     | DNF | DNF | 9   | 5    | DNF  | 12  | 5   | 12   | 7   | 1   | 10  | 18  | 6   | 8   | 15  | 66     |
| 17  | André Lotterer         | 16  | 11  | 14  | 15   | DNF  | 2   | 17  | DSQ  | 17  | 8   | 5   | 4*  | 17  | 10  | 4   | 58     |
| 18  | Norman Nato            | 14  | 16  | 11  | DSQ* | DNF  | 5   | 13  | 14   | DNF | 15  | 7   | DNF | DNF | 4   | 1   | 54     |
| 19  | Alexander Sims         | 7   | 15  | DNF | 2    | DSQ  | 23  | DNF | 4    | DNF | DNF | 6   | DNF | 16  | 17  | 5   | 54     |
| 20  | Nico Müller            | 21  | 5   | 13  | 9    | 2    | 20  | 18  |      |     |     |     |     |     |     |     | 30     |
| 21  | Sébastien Buemi        | 13  | DNF | 5   | 10   | DNF  | 11  | 11  | DSQ  | 14  | 6*  | 15  | DSQ | 13  | 11  | 14  | 20     |
| 22  | Sérgio Sette Câmara    | 20  | 4   | 16  | 12   | DNF  | 21  | 15  | 15   | 16  | 18  | 11  | 17  | 8   | 18  | 18  | 16     |
| 23  | Oliver Turvey          | 10  | 6   | DNS | 14   | NC   | 8   | 19  | 11   | DNF | DNF | DNF | 15  | 14  | 19  | 19  | 13     |
| 24  | Tom Blomqvist          | 18  | 18  | 10  | 8    | NC   | 17  | 14  | 13   | DNF | 16  | 21  | DNF | 19  | NC  | 10  | 6      |
| 25  | Joel Eriksson          |     |     |     |      |      |     |     | 17   | 15  | 17  | 22  | 16  | 10  | 16  | 16  | 1      |
| Pos | Coureur                | ADR | ADR | ROM | ROM  | VAL  | VAL | MON | PUE  | PUE | NYC | NYC | LON | LON | BER | BER | Punten |

### Teams
| Pos | Team                             | No. | ADR | ADR | ROM | ROM  | VAL  | VAL | MON | PUE  | PUE | NYC | NYC | LON | LON | BER | BER | Punten |
| --- | -------------------------------- | --- | --- | --- | --- | ---- | ---- | --- | --- | ---- | --- | --- | --- | --- | --- | --- | --- | ------ |
| 1   | Mercedes-EQ Formula E Team       | 5   | 8   | 13  | DNF | 1    | 3    | DNF | DNF | 7    | 13  | DNF | 12  | 7   | 15  | 12  | 3*  | 181    |
| 1   | Mercedes-EQ Formula E Team       | 17  | 1*  | 9   | DNF | DNF  | 1    | 16  | DNF | 9    | DNF | 13  | 18  | 2   | 2   | 22  | 8   | 181    |
| 2   | Panasonic Jaguar Racing          | 10  | DNF | 1   | 2   | DNF  | DSQ  | 14  | 7   | DNF  | 12  | 9   | 1*  | DNF | DNF | DNF | 7   | 177    |
| 2   | Panasonic Jaguar Racing          | 20  | 3   | DNF | 3   | 6    | DNF  | 15  | 3   | 8    | 9   | DNF | 13  | 14  | 3   | 3   | DNF | 177    |
| 3   | DS Techeetah                     | 13  | 11  | 3   | DNF | 7    | DSQ  | 22  | 1   | 6    | DNF | 12  | 3   | 8   | DNF | 7   | DNF | 166    |
| 3   | DS Techeetah                     | 25  | 15  | 12  | 1   | 11   | 9    | 7   | 4   | DNF  | 8   | 2   | DNF | 12  | 12  | 6*  | 11  | 166    |
| 4   | Audi Sport ABT Schaeffler        | 11  | 9   | 8   | DNF | DNF  | 7    | 10  | 10  | 1    | 18  | 3   | 14  | 6   | DSQ | 1   | 20  | 165    |
| 4   | Audi Sport ABT Schaeffler        | 33  | 4   | 17  | 6   | DNF  | 5    | 6   | DNF | 2    | 10  | 10  | 20  | 5   | DNF | 9   | 9   | 165    |
| 5   | Envision Virgin Racing           | 4   | 17  | 2*  | 4   | 18   | 6    | 19  | 2*  | 16   | 11  | 5   | 8   | 13  | 4   | 15  | 12  | 165    |
| 5   | Envision Virgin Racing           | 37  | 19  | 14  | 15  | DNF  | 4    | 13  | 8   | DNF  | 2   | 4   | 2   | 11  | 7   | 14  | 17  | 165    |
| 6   | BMW i Andretti Motorsport        | 27  | 12  | DNF | DNF | 13   | 8    | 1*  | 16  | 5    | 5*  | DNF | 16  | 1   | 9   | 5   | DNF | 157    |
| 6   | BMW i Andretti Motorsport        | 28  | DNF | DNF | 9   | 5    | DNF  | 12  | 5   | 12   | 7   | 1   | 10  | 18  | 6   | 8   | 15  | 157    |
| 7   | ROKiT Venturi Racing             | 48  | 2   | DNS | DNF | 4    | DNF  | 9   | 12  | 3    | 1   | 14  | 17  | 9   | 11  | 2   | DNF | 146    |
| 7   | ROKiT Venturi Racing             | 71  | 14  | 16  | 11  | DSQ* | DNF  | 5   | 13  | 14   | DNF | 15  | 7   | DNF | DNF | 4   | 1   | 146    |
| 8   | TAG Heuer Porsche Formula E Team | 36  | 16  | 11  | 14  | 15   | DNF  | 2   | 17  | DSQ  | 17  | 8   | 5   | 4*  | 17  | 10  | 4   | 137    |
| 8   | TAG Heuer Porsche Formula E Team | 99  | 5   | 10  | 7   | 3    | DNF  | 18  | DNF | DSQ* | 4   | DNF | 4   | 10  | 5   | 21  | 6   | 137    |
| 9   | Mahindra Racing                  | 29  | 7   | 15  | DNF | 2    | DSQ  | 23  | DNF | 4    | DNF | DNF | 6   | DNF | 16  | 17  | 5   | 132    |
| 9   | Mahindra Racing                  | 94  | DNF | DNF | 8   | 17   | DSQ* | 3   | 9   | 10   | 6   | 11  | 9   | 3   | 1*  | 20  | 13  | 132    |
| 10  | Nissan e.dams                    | 22  | 6   | 7   | 12* | 16   | DSQ  | 4   | 6   | DSQ  | 3   | 7   | 19  | DSQ | 18  | 13  | 2   | 97     |
| 10  | Nissan e.dams                    | 23  | 13  | DNF | 5   | 10   | DNF  | 11  | 11  | DSQ  | 14  | 6*  | 15  | DSQ | 13  | 11  | 14  | 97     |
| 11  | GEOX Dragon                      | 6   | 21  | 5   | 13  | 9    | 2    | 20  | 18  | 17   | 15  | 17  | 22  | 16  | 10  | 16  | 16  | 47     |
| 11  | GEOX Dragon                      | 7   | 20  | 4   | 16  | 12   | DNF  | 21  | 15  | 15   | 16  | 18  | 11  | 17  | 8   | 18  | 18  | 47     |
| 12  | NIO 333 FE Team                  | 8   | 10  | 6   | DNS | 14   | NC   | 8   | 19  | 11   | DNF | DNF | DNF | 15  | 14  | 19  | 19  | 19     |
| 12  | NIO 333 FE Team                  | 88  | 18  | 18  | 10  | 8    | NC   | 17  | 14  | 13   | DNF | 16  | 21  | DNF | 19  | NC  | 10  | 19     |
| Pos | Team                             | No. | ADR | ADR | ROM | ROM  | VAL  | VAL | MON | PUE  | PUE | NYC | NYC | LON | LON | BER | BER | Punten |